# اين كلارك
اين كلارك (بالإنجليزية: Wayne Clarke)‏ (28 فبراير 1961 بولفرهامبتن في المملكة المتحدة - ) هو مدرب كرة قدم ولاعب كرة قدم بريطاني في مركز الهجوم. لعب مع برمنغهام سيتي وستوك سيتي وشروزبري تاون وليستر سيتي ومانشستر سيتي ونادي إيفرتون ونادي والسول ووولفرهامبتون واندررز وتيلفورد يونايتد ونادي تلفورد يونايتد.

## وصلات خارجية
- اين كلارك على موقع قاعدة بيانات كرة القدم.إي يو (الإنجليزية)
- اين كلارك على موقع Soccerbase.com (لاعب) (الإنجليزية)
- اين كلارك على موقع عالم كرة القدم.نت (الإنجليزية)